# Lichtenberg (Familienname)
Lichtenberg ist ein deutscher Familienname. Der Herkunftsname leitet sich von verschiedenen Orten mit dem Namen „Lichtenberg“ ab.

## Namensträger

### Familienname
- Adelheid von Lichtenberg I. († 1312), deutsche Äbtissin
- Adelheid von Lichtenberg II. († 1413), deutsche Äbtissin
- Agnes von Lichtenberg I. († 1336), deutsche Äbtissin
- Agnes von Lichtenberg II. († 1436), deutsche Äbtissin
- Alexander von Lichtenberg (1880–1949), ungarischer Urologe
- Anna von Lichtenberg (1442–1474), Erbtochter der Herrschaft Lichtenberg
- Bernd Lichtenberg (* 1966), deutscher Drehbuchautor
- Bernhard Lichtenberg (1875–1943), deutscher Seliger und Gerechter unter den Völkern
- Betz von Lichtenberg († 1480), Großbailli
- Byron Kurt Lichtenberg (* 1948), US-amerikanischer Astronaut
- Carl Lichtenberg (1816–1883), deutscher Politiker
- Claudia Lichtenberg (* 1985), deutsche Radrennfahrerin
- Dieter Lichtenberg (* 1949), deutscher Kanute
- Eleonora Jakowlewna Lichtenberg (1925–2025), sowjetisch-russische Architektin
- Elisabeth von Lichtenberg († 1320), deutsche Äbtissin
- Erik Lichtenberg, US-amerikanischer Agrarökonom
- Ernst Lichtenberg (1939–2005), deutscher Politiker (CDU)
- Friedrich Lichtenberg (1801–1871), deutscher Politiker, MdL Hessen
- Friedrich David Lichtenberg (1774–1847), deutscher Apotheker
- Friedrich August von Lichtenberg (1755–1819), deutscher Politiker
- Georg Lichtenberg (Politiker) (1852–1908), deutscher Politiker, Bürgermeister von Linden
- Georg Lichtenberg (Landrat) (1886–1973), deutscher Verwaltungsjurist, Landrat von Neustadt
- Georg Christoph Lichtenberg (1742–1799), deutscher Physiker und Aphoristiker
- Gustav Wilhelm Lichtenberg (1811–1879), deutscher Jurist und Politiker, MdL Hessen
- Hagen Lichtenberg (* 1943), deutscher Jurist
- Hans-Jürgen Lichtenberg (1940–2025), deutscher Politiker
- Hermann II. Hummel von Lichtenberg († 1335), Bischof von Würzburg und Herzog in Franken
- Jacqueline Lichtenberg (* 1942), US-amerikanische Schriftstellerin
- Jakob von Lichtenberg (auch Jakob im Bart; 1416–1480), Vogt von Straßburg
- Jessica Lichtenberg (* 1981), deutsche Voltigiererin
- Johann Conrad Lichtenberg (1689–1751), deutscher Theologe, Generalsuperintendent, Baumeister und Librettist
- Joseph D. Lichtenberg (1925–2021), US-amerikanischer Psychiater und Psychoanalytiker
- Lorenz von Lichtenberg (Bischof, † 1279) (Lorenz von Leistenberg; † 1279), Bischof von Metz
- Lorenz von Lichtenberg (Bischof, † 1446) (Lorenz II. von Lichtenberg; † 1446), Bischof von Lavant und von Gurk
- Ludwig Christian Lichtenberg (1737–1812), deutscher Beamter und Naturforscher
- Ludwig von Lichtenberg (1784–1845), deutscher Politiker
- Mechtelt van Lichtenberg (um 1520–1598), niederländische Malerin
- Meza von Lichtenberg († 1263), deutsche Äbtissin
- Mike Leon Lichtenberg (* 2001), deutscher Schauspieler und Musiker
- Otto Friedrich von Lichtenberg († 1838), deutscher Politiker und Gutsbesitzer auf Scherneck
- Paul Lichtenberg (1911–1995), deutscher Bankmanager
- Reinhold von Lichtenberg (1865–1927), österreichischer Kunsthistoriker und Publizist
- Ruby M. Lichtenberg (* 2005), deutsche Schauspielerin
- Simon Lichtenberg (* 1997), deutscher Snookerspieler
- Uwe Lichtenberg (1934–2011), deutscher Politiker, Oberbürgermeister von Fürth
- Werner Lichtenberg (* 1953), deutscher Verwaltungsjurist
- Wilhelm Lichtenberg (1892–1960), Schweizer Dramatiker

### Familien

#### Adelsgeschlechter (vor 1800)
- Lichtenberg (Krainer Adelsgeschlecht), Krainer Uradelsgeschlecht
- Lichtenberg (elsässisches Adelsgeschlecht)
- Lichtenberg (fränkisches Adelsgeschlecht), Nebenlinie der Grafen von Henneberg

#### Adelsgeschlechter (nach 1800)
- Lichtenberg (Adelsgeschlecht, 1809), hessisches Geschlecht
- Lichtenberg (Adelsgeschlecht, 1882), hessisches Geschlecht
- Lichtenberg (Adelsgeschlecht, 1884), hessisches Geschlecht

#### Bürgerliche Familie
- Die Familie und Verwandten des Georg Christoph Lichtenberg (1742–1799) sowie die hessischen Adelsgeschlechter entstammen der Familie Lichtenberger aus Nahetal und Hunsrück.[1]